# Schizomus virescens
Espèce
Schizomus virescens est une espèce de schizomides de la famille des Hubbardiidae.

## Distribution
Cette espèce est endémique de Rodrigues à Maurice,.

## Publication originale
- Lawrence, 1969 : The Uropygi (Arachnida: Schizomidae) of the Ethiopian Region. Journal of Natural History, vol. 3, p. 217-260.